# Adriana Elhers
Adriana Ehlers (Veracruz, 28 de septiembre de 1894 – 16 de abril de 1972) fue una realizadora de documentales, directora de cine, directora de fotografía, empresaria, fotógrafa y educadora mexicana. A ella y a su hermana, Dolores Ehlers, se las considera pioneras en el cine. Se cree que fueron las primeras mujeres cineastas en México. Internacionalmente, fueron conocidas por su producción cinematográfica; sin embargo, su fama no fue tan relevante dentro de México. A lo largo de su trayectoria emprendieron varios negocios: una tienda de suministros cinematográficos en su casa, llamado Casa Ehlers y una compañía de producción cinematográfica llamada Revistas Ehlers. Asimismo, trabajaron para el gobierno federal de México para establecer el Departamento de Cinematografía.

## Trayectoria
Adriana Ehlers nació el 28 de septiembre de 1894, en Veracruz, México. Su infancia transcurrió durante la Revolución Mexicana (1910–1920). A temprana edad perdió a su padre, y su madre, trabajó como partera para poder sacarlas adelante a ella y a su hermana. Debido a los problemas económicos en la familia, Adriana abandonó la escuela cuando era muy pequeña.
Antes de cumplir los dieciocho años, ella y su hermana decidieron abrir un estudio de retratos en el patio de su casa. Poco a poco fueron haciéndose de más clientes, que quedaban impresionados con el estilo único y artístico de sus retratos. Gracias a la fama que adquirieron, fueron contratadas para  realizar un retrato del presidente Venustiano Carranza en Veracruz. Debido a esta colaboración, el presidente Carranza les otorgó una beca para estudiar fotografía en Boston. El 4 de septiembre de 1916, las hermanas llegaron juntas en barco a la Isla Ellis en los Estados Unidos. En ese momento, Adriana Ehlers tenía 21 años. Durante esa primera etapa, las hermanas Ehlers trabajaron en Champlain Studios, un estudio de fotografía comercial, al tiempo que asistían a una academia de arte para profesores por las tardes.
Una vez que la beca finalizó, recibieron una extensión para estudiar cinematografía y entraron a formar parte del Army Medical Museum en Washington, D.C. El gobierno de Estados Unidos había designado fondos para producir películas con el objetivo de capacitar a los soldados estadounidenses de la Primera Guerra Mundial sobre temas de salud. Gracias a esta experiencia, aprendieron con estricta disciplina sobre la realización de películas, incluida la grabación, el procesamiento, el revelado de imágenes y la titulación. Finalmente, completaron su formación en producción en Universal Pictures Company en Jacksonville, Nueva Jersey.
A su regreso a México, en 1919, las hermanas Ehlers obtuvieron una concesión para vender equipo cinematográfico de la Nicholas Power Company en la Ciudad de México. Una vez más, instalaron su negocio en el primer piso de su casa, al que llamaron Casa Ehlers.Pronto ambas hermanas recibieron nombramientos dentro del nuevo Departamento de Cinematografía promovido el Ministerio de Gobernación de México, que encabezaba un nuevo gobierno liderado por el presidente Adolfo de la Huerta, siendo Adriana la jefa del Departamento de Censura, y Dolores la jefa del Departamento de Cinematografía. El gobierno también incluyó un laboratorio cinematográfico para el desarrollo de los documentales. A Adriana se le asignó la tarea de censurar y detener películas que contuvieran imágenes denigrantes de México o incluyeran estereotipos negativos de los mexicanos, ya que en esa época este tipo de escenas eran comunes en el cine estadounidense. Para contrarrestar estos estereotipos negativos, las hermanas realizaron varios documentales para mostrar la belleza de México. Filmaron fiestas y desfiles y paisajes de México, como las grutas de Cacahuamilpa y las rutas de Teotihuacán. Viajaron por todo México con su equipo fotográfico y trabajaron en ello durante meses. Procesaron sus documentales en el laboratorio cinematográfico del Departamento de Cinematografía de México y los proyectaron en escuelas, fábricas y organizaciones.
Después del asesinato del presidente Venustiano Carranza, en 1920, Álvaro Obregón fue elegido presidente y ambas hermanas perdieron sus posiciones. Habían sido respaldadas por Carranza y, al morir este, el apoyo del gobierno desapareció. A pesar de eso, ellas continuaron realizando películas. Una de sus producciones fue para el International Petroleum Company (IPC), que se proyectó en Estados Unidos en 1922. De 1922 a 1929, se dedicaron a realizar contenido audiovisual  informativo con su propia compañía de producción bajo el nombre de Revistas Ehlers. Producían contenidos de actualidad con una periodicidad semanal en los que mostraban imágenes de temas de actualidad como desastres naturales, protestas o celebraciones y que vendían directamente a los exhibidores. Por otro lado, continuaron comercializando equipo cinematográfico en su casa. También formaron un sindicato cinematográfico y formaron parte de la Confederación Regional de Obreros Mexicanos (CROM).
La producción cinematográfica de las hermanas Ehlers fue almacenada, primero, por el gobierno mexicano. Posteriormente, fue trasladada al Archivo Nacional y después a la Filmoteca Nacional. En 1982 todo el material se perdió en un incendio. Adriana Ehlers está incluida en el Proyecto Mujeres Pioneras del Cine.

## Filmografía
- El agua potable en la ciudad de México (1920) [10]
- La industria del petróleo (1920) [10]
- Un passé en tranvía en la ciudad de México (1920)
- Real España vs. Real Madrid (1921)
- El servicio postal en México (1921) [10]
- Museo de Arqueología (1921)
- Las pirámides de Teotihuacán (1921)